# 司馬邁
司馬邁（？—？），西晉宗室，義陽成王司馬望第三子司馬整的兒子。

## 生平
父親司馬整為義陽王世子，曾任南中郎將，受封清泉侯。司馬整早於司馬望逝世，獲追贈為冠軍將軍。晉武帝以義陽國一縣追封司馬整為隨縣王。由司馬邁繼嗣。太康九年（288年），晉武帝將義陽郡的平林县增加為司馬邁的封地，晋封司馬邁為隨郡王。